# ميخا ليستكيفيتش
ميخا ليستكيفيتش (مواليد 20 مايو 1953) هو حكم بولندي متقاعد، رئيس سابق لاتحاد كرة القدم البولندي. تخرج من جامعة وارسو عام 1977.
كان حكما لكرة القدم منذ عام 1973، وكان مسؤولا دوليا منذ عام 1983. حكم في كأس العالم في إيطاليا 1990، وكذلك في بطولة أمم أوروبا 1988 والألعاب الأولمبية في سيول 1988.
يتحدث المجرية بطلاقة، وكذلك الإنجليزية والألمانية والروسية والفنلندية.

## روابط خارجية
- ميخا ليستكيفيتش على موقع Soccerway.com (الإنجليزية)
- الملف الشخصي